# Bryan Coquard
Bryan Coquard (ur. 25 kwietnia 1992 w Saint-Nazaire) – francuski kolarz torowy i szosowy. Srebrny medalista olimpijski w omnium (2012).
Specjalizuje się w konkurencji omnium. W 2011 był srebrnym medalistą mistrzostw Europy w tej konkurencji. Wcześniej odnosił sukcesy w niższych kategoriach wiekowych, był m.in. mistrzem świata juniorów w 2009 i 2010.

## Najważniejsze osiągnięcia

### Kolarstwo torowe
2011
- 2. miejsce w mistrzostwach Europy (omnium)

2012
- 2. miejsce w igrzyskach olimpijskich (omnium)

2013
- 2. miejsce w mistrzostwach Europy (madison)

2015
- 1. miejsce w mistrzostwach świata (madison)

### Kolarstwo szosowe
2012
- 2. miejsce w mistrzostwach świata do lat 23 (start wspólny)

2013
- 1. miejsce w Châteauroux Classic de l’Indre
- 1. miejsce na 2. i 4. etapie Étoile de Bessèges
  - 1. miejsce w klasyfikacji punktowej
- 1. miejsce na 8. i 9. etapie Tour de Langkawi
- 2. miejsce w Grand Prix de Denain
- 2. miejsce w Tour de Picardie
  - 1. miejsce na 2. etapie
- 3. miejsce w Grand Prix de Fourmies

2014
- 1. miejsce w Route Adélie de Vitré
- 1. miejsce w Paryż-Camembert
- 2. miejsce w Tour de Picardie
  - 1. miejsce na 1. etapie

2015
- 2. miejsce w Quatre Jours de Dunkerque
  - 1. miejsce na 1. etapie
- 1. miejsce na 2. i 4. etapie Route du Sud

2016
- 2. miejsce w Dwars door Vlaanderen
- 1. miejsce w Route Adélie de Vitré
- 1. miejsce w Quatre Jours de Dunkerque
  - 1. miejsce na 1., 2. i 3. etapie
- 1. miejsce w  Boucles de la Mayenne
- 1. miejsce na 1. i 2. etapie Route du Sud

2017
- 1. miejsce na 1. etapie Baloise Belgium Tour

2018
- 1. miejsce na 1. etapie Tour of Oman
- 1. miejsce na 5. etapie Baloise Belgium Tour

2019
- 1. miejsce na 1. etapie Étoile de Bessèges
- 1. miejsce w Grote Prijs Marcel Kint

2020
- 3. miejsce w Scheldeprijs

2021
- 2. miejsce w Grand Prix du Morbihan

2022
- 1. miejsce na 2. etapie Étoile de Bessèges
- 1. miejsce na 2. etapie Tour de La Provence
- 2. miejsce w La Roue Tourangelle
- 1. miejsce w Tour de Vendée
- 3. miejsce w Paryż-Bourges

2023
- 1. miejsce na 4. etapie Tour Down Under
- 1. miejsce na 1. i 3. etapie Région Pays de la Loire Tour

## Rankingi

### Kolarstwo szosowe
| Rok             | 2011  | 2012 | 2013 | 2014 | 2015 | 2016 | 2017 | 2018 | 2019 | 2020 | 2021 | 2022 | 2023 | 2024 |
| --------------- | ----- | ---- | ---- | ---- | ---- | ---- | ---- | ---- | ---- | ---- | ---- | ---- | ---- | ---- |
| UCI World Tour  |       |      |      | 134. |      | -    | -    | -    |      |      |      |      |      |      |
| World Ranking   |       |      |      |      |      | 18.  | 425. | 222. | 71.  | 145. | 113. | 109. | 65.  | 121. |
| UCI Europe Tour | 1222. | 160. | 2.   |      | 8.   | 4.   | 260. | 139. | 58.  | 119. | 97.  | 92.  | 53.  | 97.  |
| UCI Asia Tour   | -     | -    | 39.  |      | -    | -    | -    | 105. |      |      |      |      |      |      |
|                 |       |      |      |      |      |      |      |      |      |      |      |      |      |      |
| Źródło: UCI     |       |      |      |      |      |      |      |      |      |      |      |      |      |      |